# Saropogon galilaeus
Saropogon galilaeus là một loài ruồi trong họ Asilidae. Saropogon galilaeus được Theodor miêu tả năm 1980. Loài này phân bố ở vùng Cổ Bắc giới và châu Á.